# 中国2010年上海世界博览会开幕式

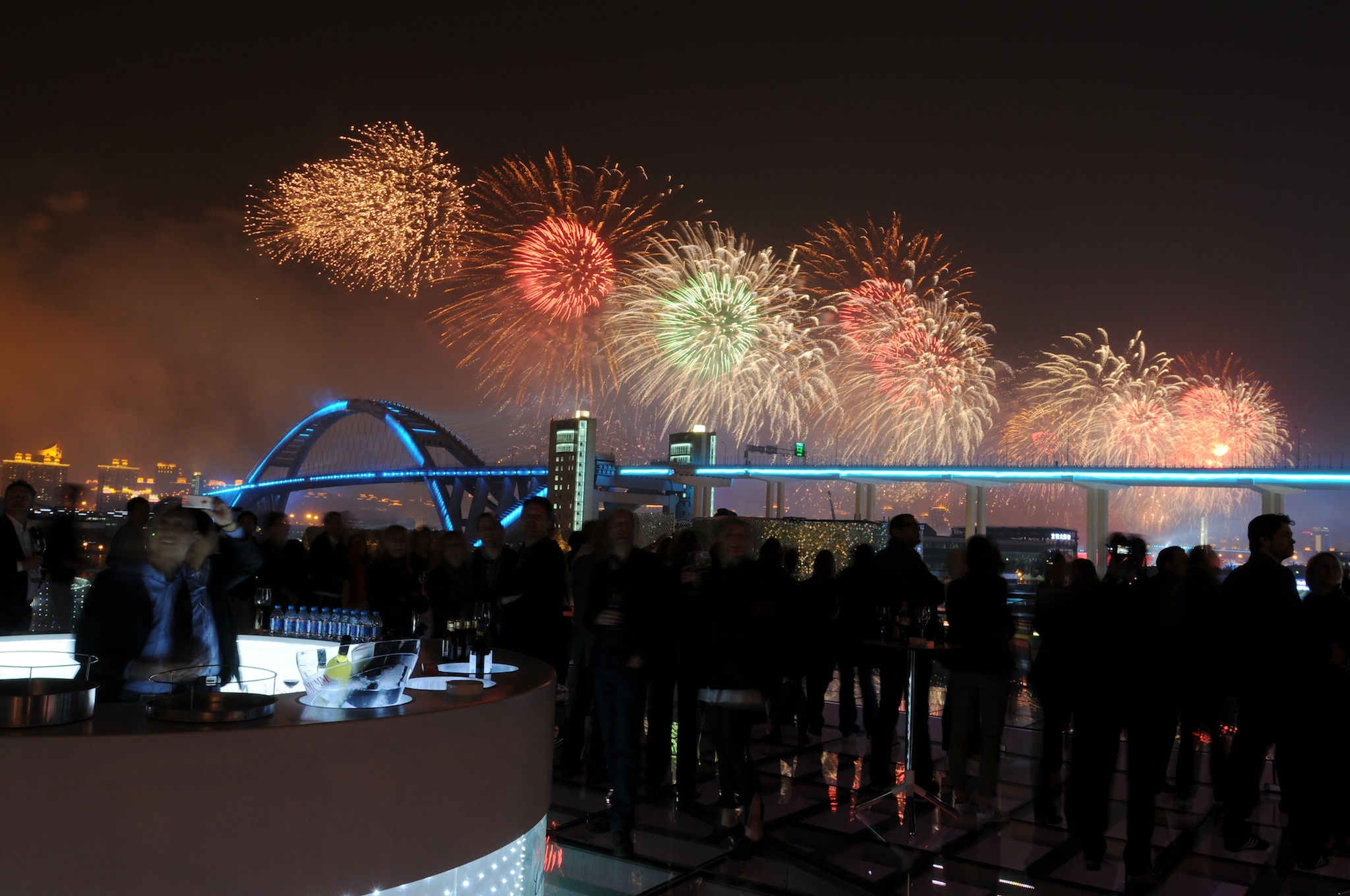
开幕式焰火

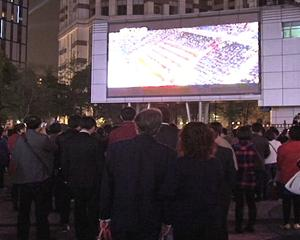
民众在南京东路大型电视屏幕前观看实况转播

中国2010年上海世界博览会开幕式是中国2010年上海世界博览会的开幕庆典活动，于2010年4月30日20:10在上海世博文化中心举行。

## 节目流程
开幕式：
- 中华人民共和国党和国家领导人及国际贵宾入场
- 序曲：《和谐欢歌》(主唱：宋祖英、成龙)
- 中共中央政治局委员、中共上海市委書記俞正声宣布世博会开幕式开始
- 升中华人民共和国国旗，奏唱中华人民共和国国歌
- 升国际展览局旗，奏国际展览局曲
- 升上海世博会旗，奏上海世博会主题曲
- 参展方旗帜入场
- 中共中央政治局委员、国务院副总理王岐山致辞
- 国际展览局主席蓝峰致辞
- 中共中央总书记、国家主席胡锦涛宣布上海世博会开幕

文艺表演：
- 文艺演出第一部分——相约上海
  - 《相约上海》(主唱：毛阿敏、刘媛媛、周华健)
- 文艺演出第二部分——江河情缘
  - 《茉莉花》
  - 《蓝色多瑙河》
  - 《新上海协奏曲》(演奏：郎朗)
  - 《长江之歌》
- 文艺演出第三部分——世界共享
  - 《Better City，Better Life》(主唱：乔纳森·巴可、席依达·盖瑞特)
  - 器乐歌舞表演：《勇敢的号角》(演奏：纽西兰毛利艺术团)
  - 《星》(主唱：谷村新司)
  - 舞蹈表演：《一种爱》（演唱：索韦托非洲合唱团）
  - (主唱：[[安德烈·波切利|-{zh-hans:安德烈·波切利; zh-hant:安德烈·波伽利;

}-]])
- 文艺演出第四部分——致世博
  - 世博会中文主题歌《致世博》(主唱：黄英、廖昌永、谭晶、孙楠)

两位来自青海玉树地震灾区的藏族小孩参与演出
煙火表演：
- 第一章：《中国欢迎你》(配乐：春节序曲)
  - 第一节：《文明之光》
  - 第二节：《城市，让生活更美好》
  - 第三节：《都市协奏曲》
- 第二章：《欢聚在世博》(配樂：圓舞曲《藍色多瑙河》、小提琴協奏曲《梁祝》)
  - 第一節：《同一世界，同一家園》
  - 第二節：《生命之水》
- 第三章：《世界同欢庆》(配樂：《在快速機器上的短暫騎行》、《哦！命運女神》、《歡樂頌》、《火把節之夜》、《北京喜訊到山寨》、《茉莉花》)

## 彩排
中国2010年上海世界博览会开幕式在2010年4月27日进行了一次全真彩排，节目时间、内容与正式开幕式完全一致。

## 前期筹备
据了解，上海世博会开幕式将由上海当地导演组成团队担纲策划，外界有传指开幕式总指挥是一位资深的广电专业人士。

## 参加开幕式的外国领导人
参加上海世博会开幕式的外国元首或政府首脑有：
- 法國总统尼古拉·萨科齐及其夫人卡拉·布吕尼
- 欧盟委员会主席若泽·曼努埃尔·巴罗佐
- 总统李明博
- 总统姆瓦伊·齐贝吉
- 亞美尼亞总统谢尔日·萨尔基相
- 刚果共和国总统德尼·萨苏-恩格索
- 最高人民会议委员长金永南
- 加彭总统阿里·邦戈·翁丁巴
- 马拉维总统宾古·瓦·穆塔里卡
- 总统阿马杜·图马尼·杜尔
- 馬爾他总统乔治·阿贝拉
- 密克羅尼西亞聯邦总统伊曼纽尔·莫里
- 蒙古国总统查希亚·额勒贝格道尔吉
- 巴勒斯坦民族权力机构主席马哈茂德·阿巴斯
- 塞舌尔总统詹姆斯·米歇尔
- 总统库尔班古力·别尔德穆哈梅多夫
- 柬埔寨首相洪森
- 总理卡里姆·马西莫夫
- 荷蘭首相扬·彼得·巴尔克嫩德
- 越南政府总理阮晋勇

## 媒体直播
- 中国中央电视台综合频道（CCTV-1）
- 东方卫视
- 中国国际广播电台
- 上海电视台新闻综合频道
- 中央人民广播电台中国之声、音乐之声、都市之声、神州之声、华夏之声
- 东广新闻台
- 上海人民广播电台
- 上海电视台外语频道
- 中国中央电视台英语新闻频道（CCTV-NEWS  原CCTV-9）
- 香港无线电视翡翠台、高清翡翠台
- 澳门澳视澳门
- 中天電視[2]
- 新加坡TVBJ
- 马来西亚Astro On Demand

## 相关影视节目
- 上海电视台艺术人文频道：《揭秘世博会开幕式》